# Achaearanea durgae
Achaearanea durgae är en spindelart som beskrevs av Benoy Krishna Tikader 1970. Achaearanea durgae ingår i släktet Achaearanea och familjen klotspindlar. Inga underarter finns listade i Catalogue of Life.